# Sasovići
Sasovići (cyr. Сасовићи) – wieś w Czarnogórze, w gminie Herceg Novi. W 2011 roku liczyła 422 mieszkańców.